# Barraca C-07
La barraca C-07 és una barraca de vinya situada al municipi de Subirats (Alt Penedès), al nord de la pista de Can Vidal a Can Ros, prop del nucli dels Casots.
És una construcció aixecada en pedra seca situada sobre una superfície plana al costat d'un camp de vinya, de planta circular i forma troncocònica, de 2 m de diàmetre a la base i una alçada màxima d'uns 3 m. El mur d'aquesta barraca és excepcionalment gruixut, de 1,10 m d'amplada màxima, característica que confereix una imatge robusta a la construcció. No presenta fornícules a l'interior. La construcció és de la tipologia de sostre de falsa volta, típic en aquestes edificacions (acostament de filades de pedra seca, sense cap mena de material d'unió, i amb una gran llosa per tapar el sostre). El llindar de la porta està fet, als laterals, amb les mateixes pedres irregulars que conformen la paret de la barraca; la llosa que fa de llindar superior, però és excepcionalment plana i té unes grans dimensions. El portal està orientat al sud-oest, té una alçada de 138 cm, una amplada de 68 cm i un gruix de 98 cm. El sostre està cobert de terra amb lliris plantats, les arrels dels quals consoliden la unió de les pedres que tanquen la volta de la coberta.
El codi utilitzat en la denominació d'aquesta barraca (lletra + número) procedeix d'un estudi realitzat per Araceli Soler i Jaume Rovira, que intenta sistematitzar la informació sobre aquests elements arquitectònics al terme de Subirats.